# Kriegerdenkmal (Gräfenhausen, Erster Weltkrieg)
Das Kriegerdenkmal ist ein Veteranendenkmal in Gräfenhausen.

## Beschreibung
Das Kriegerdenkmal aus Naturstein wurde im neoklassizistischen Stil erbaut.
Es besteht aus einer quadratischen Säule mit einem eisernen Kreuz. 
Das Denkmal erinnert an die Gefallenen des Ersten Weltkrieges.